# المساحين (صبر الموادم)

تعديل مصدري - تعديل

المساحين  هي إحدى قرى مديرية صبر الموادم بمحافظة تعز اليمنية، بلغ تعداد سكانها 586 نسمة حسب التعداد السكاني في اليمن في 2004.